# Antara Mali
Antara Mali (hindi: अंतरा माली, pronunciado [ənt̪ (ə) ra ː ma ː li], nacida el 13 de julio de 1979) es una actriz india que ha protagonizado varias películas de Bollywood.

## Biografía

### Vida personal
Antara Mali nació en Mumbai, India, el 13 de julio de 1979, su padre es el fotógrafo Jagdish Mali.
Se casó con Che Kurrien, el editor de la revista GQ, el 12 de junio de 2009.
El padre de Malí fue encontrado vagando por las calles de Mumbai por la actriz Mink Brar el 16 de enero de 2013. Brar afirmó que el Sr. Mali estaba sucio con sus propias heces, vestido sólo con una camiseta y era incoherente. Tenía una historia de diabetes y otras enfermedades. Al ser contactado, Antara Mali afirmó que no estaba en condiciones de asumir la responsabilidad de su padres cuando ella estaba a punto de convertirse en madre. Más tarde Mink contactó con el actor Salman Khan, que envió ayuda para llegar al hombre de la calle.
Sin embargo, la historia dio un giro extraño cuando Jagdish Mali salió e informó a la prensa que él estaba completamente bien. También hay informes de que los amigos y familiares de Malí estaban planeando acciones legales contra Mink Brar para propagar información falsa a la prensa.

### Carrera
Mali hizo su debut como actriz en la película de 1999, Prema Kadha que fue dirigida por Ram Gopal Varma. Varma se convirtió en colaborador habitual de Malí. Aunque Mali fue aclamada por la crítica por sus actuaciones en cada una de sus películas, ella interrumpió su carrera como actriz después de la producción de su última película (Mr Ya Miss que también escribió y dirigió) que fue recibida mal y muy criticada. Mali pagó su tributo a Madhuri Dixit por interpretar a una aspirante a actriz inspirada por Madhuri en la película Main Madhuri Dixit Banna Chahti Hoon. Recibió una nominación al Filmfare a la Mejor Actriz en un Papel de Reparto por la empresa.

## Filmografía

### Actuación
| Año  | Película                             | Papel                 | Idioma    | Notas                                                     |
| ---- | ------------------------------------ | --------------------- | --------- | --------------------------------------------------------- |
| 1999 | Prema Kadha                          | Divya                 | Telugu    |                                                           |
| 1999 | Mast                                 | Nisha                 | Hindi     |                                                           |
| 2000 | Ayyappantamma Neyyappam Chuttu       | Latha                 | Malayalam |                                                           |
| 2000 | Khiladi 420                          | Monica D'souza        | Hindi     |                                                           |
| 2001 | Urf Professor                        | Bindiya / Maya Kapoor | Hindi     |                                                           |
| 2002 | Company                              | Kannu                 | Hindi     | Nominada- Premio a la Mejor Actriz Secundaria de Filmfare |
| 2002 | Road                                 | Lakshmi               | Hindi     |                                                           |
| 2003 | Darna Mana Hai                       | Anjali                | Hindi     |                                                           |
| 2003 | Main Madhuri Dixit Banna Chahti Hoon | Chutki                | Hindi     |                                                           |
| 2004 | Gayab                                | Mohini                | Hindi     |                                                           |
| 2004 | Naach                                | Rewa                  | Hindi     |                                                           |
| 2005 | Mr Ya Miss                           | Sanjana               | Hindi     |                                                           |
| 2010 | And Once Again                       | Buddhist Monk         | Hindi     |                                                           |

### Dirección
| Año  | Película   | Idioma | Notas |
| ---- | ---------- | ------ | ----- |
| 2005 | Mr Ya Miss | Hindi  |       |

### Guion
| Año  | Película   | Idioma | Notas |
| ---- | ---------- | ------ | ----- |
| 2005 | Mr Ya Miss | Hindi  |       |